# Марусі
Марусі (грец. Μαρούσι), давньогрецька/кафаревуса Маруссі, або Амаруссі (грец. Αμαρούσιον), інші форми Амарусі, Амаруссіон — місто в Греції, в номі Афіни, північно-східне передмістя Афін.
В Марусі розташований найбільший лісовий масив в номі Афіни — Дассос Сінгру, також відомий як Ктіма Сінгру.

## Етимологія назви
Марусі відоме з класичної доби Афінської Республіки під назвою Атмонон. Тут існував стародавній храм, присвячений богині Артеміді Амарісії — богині полювання, від епітету якої і походить сучасна назва міста. Сам епітет Амарісія, імовірно, походить від назви давнього Амарінтоса, що в Евбеї.

## Економіка і транспорт
Напередодні Олімпіади 2004 року в Марусі побудований Афінський олімпійський спортивний комплекс — найбільший на найсучасніший спортивний комплекс у Греції. Тут базуються телевізійна станція каналу ANT1, Німецька школа в Афінах, Вежа OTE і власне штаб-квартира OTE, а також офіси багатьох дочірніх компаній в Греції, зокрема Kodak, Bayer, Kimberly-Clark, Siemens та Nestlé.
Основні транспортні артерії — проспект Кіфісіас, Аттікі-Одос, також на території Марусі розташовані 4 станції Приміської залізниці Афіни — Пірей, зокрема станція «Іріні». 4 гілка Афінського метрополітену, початок будівництва якої запланований на 2011 рік, також сполучить Марусі з Афінами.

## Населення
| Рік  | Населення |
| ---- | --------- |
| 1981 | 48 151    |
| 1991 | 64 092    |
| 2001 | 69 470    |

## Персоналії
- Спіридон Луїс — грецький пастух, який став олімпійським чемпіоном в марафоні 1896 року.
- Алікі Вугуклакі — провідна грецька актриса початку 20 століття.
- Георгіос Кацимбаліс — грецький поет та інтелектуал XX століття, заглавний герой роману Генрі Міллера «Колос маруссійський»
- Дімітріос Мугіос — срібний олімпійський призер з веслувального спорту на літніх Олімпійських іграх 2008.

## Спорт
| Клуб   | Ліга                  | Майданчик                         | Місткість    | Заснований |
| ------ | --------------------- | --------------------------------- | ------------ | ---------- |
| Марусі | A1 Етнікі — баскетбол | Крита зала Марусі Крита зала OAKA | 2 000 19 250 | 1950       |